# Shinano (Nagano)

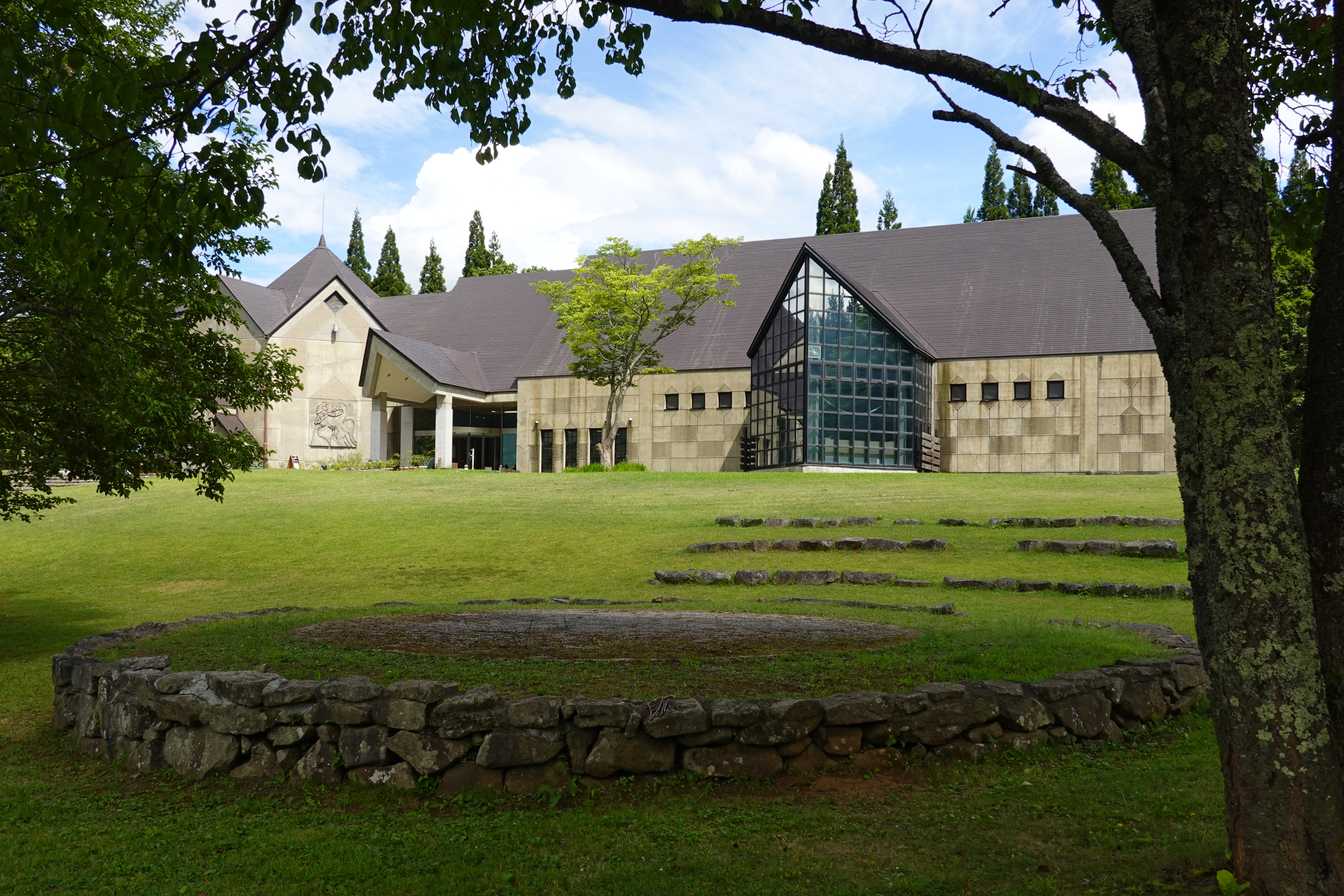
Das Kurohime-Märchenhaus

Shinano (jap. 信濃町, -machi) ist eine Stadt im Landkreis Kamiminochi in der Präfektur Nagano.

## Geografie
Innerhalb der Stadtgrenzen im Osten befindet sich der Nojiri-See. Im Westen befindet sich der 2.053 m hohe Schichtvulkan Kurohime (黒姫山, -yama) mit der Kurohime-Hochebene (黒姫高原, Kurohime-kōgen). Der See und die Hochebene gehören zusammen mit der Myōkō-Hochebene um den Berg Myōkō zum Jōshin’etsu-Kōgen-Nationalpark.

## Geschichte
Der Name der Stadt stammt von der Provinz Shinano, jedoch befand sich deren Hauptort nicht innerhalb des heutigen Shinano.
Shinano wurde am 1. April 1955 als Dorf Shinano (信濃村, -mura) als Zusammenschluss der Dörfer Kashiwabara (柏原村, -mura) und Fujisato (富士里村, -mura) gegründet. Am 30. September 1956 schlossen sich die Dörfer Shinano, Shinanojiri (信濃尻村, -mura) und Furuma (古間村, -mura) zur Stadt Shinano zusammen.

## Verkehr
Shinano hat Anschluss an die Jōshin’etsu-Autobahn nach Fujioka und Jōshin als auch an die Präfekturstraße 18 nach Takasaki und Jōshin.
Shinano ist mit den Bahnhöfen Kurohime und Furuma an die JR East Shin’etsu-Hauptlinie zum Bahnhof Takasaki und Bahnhof Niigata.

## Sehenswürdigkeiten
Das Kurohime-Märchenhaus (黒姫童話館, Kurohime dōwakan) sammelt Märchen aus aller Welt.

## Bildung
In Shinano befinden sich die Grundschulen Furumi (古海小学校), Nojiri-See (野尻湖小学校), Kashiwabara (柏原小学校), Furuma (古間小学校) und Fujisato (富士里小学校), sowie die Mittelschule Shinano (信濃中学校). 2011 sollen alle Schulen zu einer einzigen integrierten Grund- und Mittelschule zusammengelegt werden.

## Städtepartnerschaften

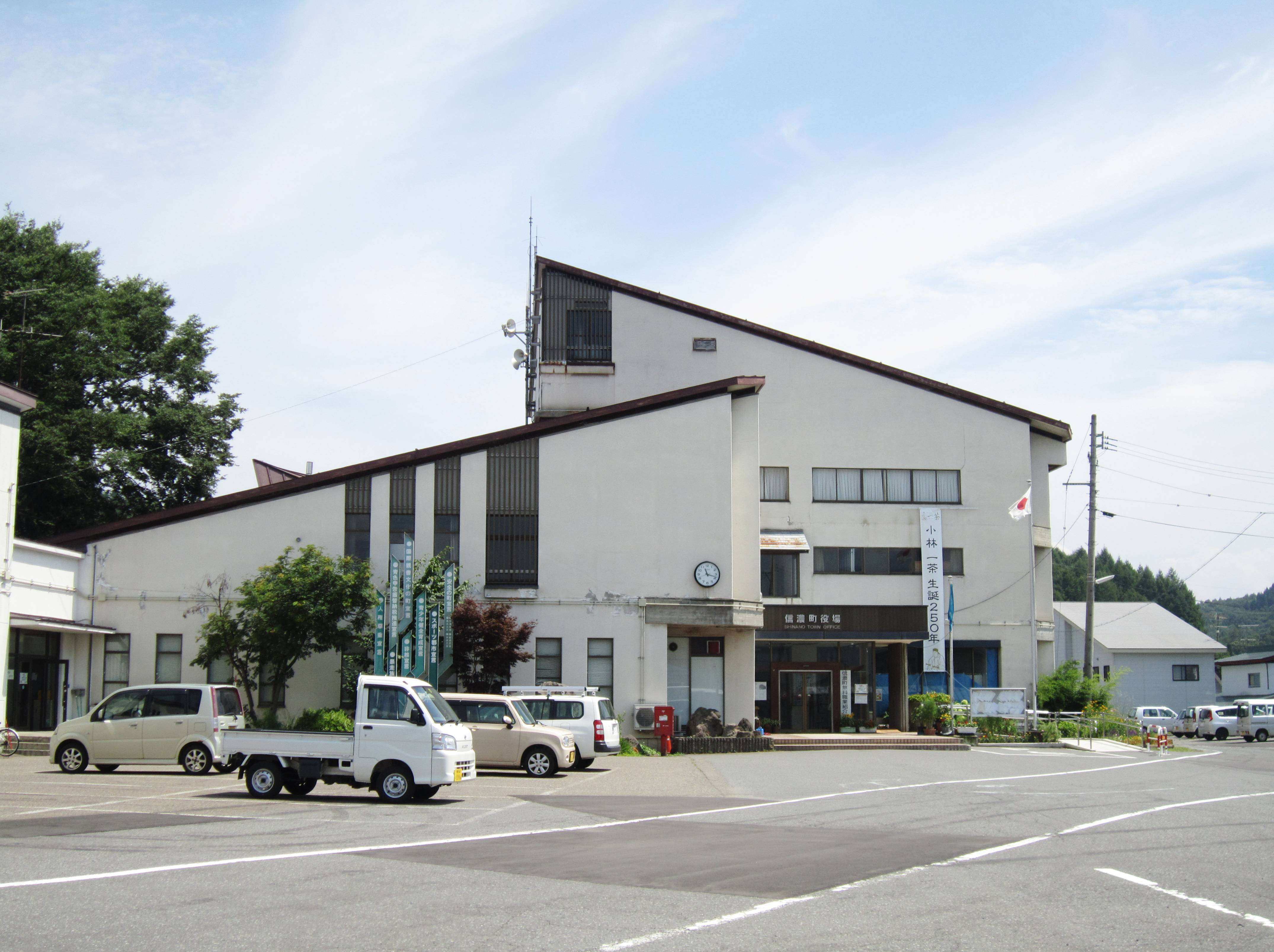
Rathaus

Partnerstadt von Shinano ist seit dem 17. Mai 1995 das um die 160.000 Einwohner zählende Nagareyama in der Präfektur Chiba.

## Söhne und Töchter der Stadt
- Kobayashi Issa (1763–1828), japanischer Haiku-Dichter
- Tatsuo Kitamura (* 1940), Skilangläufer

## Angrenzende Städte und Gemeinden
- Präfektur Nagano
  - Nagano
  - Iiyama
  - Iizuna
- Präfektur Niigata
  - Myōkō